# Луд живот
„Луд живот“ (на английски: A Life Less Ordinary) е романтична черна комедия от 1997 г. на режисьора Дани Бойл, по сценарий на Джон Ходж, и участват Юън Макгрегър, Камерън Диас, Холи Хънтър, Делрой Линдо, Иън Холм, Дан Хедая и Стенли Тучи.

## Актьорски състав
- Юън Макгрегър – Робърт Луис
- Камерън Диас – Селин Навил
- Холи Хънтър – О'Райли
- Делрой Линдо – Джаксън
- Иън Холм – Навил
- Дан Хедая – Гейбриъл
- Стенли Тучи – Елиът Цуейкел
- Мори Чейкин – Тод Джонсън
- Тони Шалуб – Ал
- К.К. Додс – Лили
- Иън Макнийс – Мейхю
- Кристофър Горъм – Уолт
- Тимъти Олифант – Хайкър